# 4523 MIT
A 4523 MIT (ideiglenes jelöléssel 1981 DM1) a Naprendszer kisbolygóövében található aszteroida. Schelte J. Bus fedezte fel 1981. február 28-án.